# Hiện tượng phi

Trong hiện tượng phi, một chuỗi các hình ảnh khiến chúng ta cảm nhận nó thành chuyển động

Hiện tượng phi là ảo giác của việc nhận thức một loạt các hình ảnh tĩnh  nối tiếp với tốc độ nhanh, chẳng hạn như chuyển động liên tục. Max Wertheimer, một trong ba người sáng lập tâm lý học Gestalt, đã xác định hiện tượng này vào năm 1912.

 Hiện tượng phi và sự lưu ảnh thị giác đã tạo thành nền tảng cho thuyết của Hugo Münsterberg về phim và là một phần trong quá trình nhận thức chuyển động.
Hiện tượng phi tương tự như chuyển động beta vì cả hai đều gây ra cảm giác chuyển động. Tuy nhiên, hiện tượng phi là một chuyển động rõ ràng gây ra bởi các xung ánh sáng theo trình tự, trong khi chuyển động beta là một chuyển động rõ ràng gây ra bởi các xung động sáng.

## Sự lưu ảnh ở mắt
Hiện tượng lưu ảnh trên võng mạc được giảng dạy phổ biến như là lý do cho ảo giác chuyển động, trên thực tế chỉ đơn thuần là lý do mà không gian màu đen đến giữa mỗi khung phim "thực" không được nhận thức, làm cho hiện tượng phi là lý do thực sự cho ảo giác chuyển động trong điện ảnh và hoạt hình, bao gồm cả phenakistoscope, zoetrope và những thiết bị khác.

## Thí nghiệm
Thí nghiệm "hiện tượng phi" cổ điển liên quan đến một người xem hoặc khán giả nhìn vào màn hình, theo đó người thí nghiệm được xem hai hình ảnh liên tiếp. Hình ảnh đầu tiên mô tả một đường thẳng ở bên trái khung. Hình ảnh thứ hai mô tả một đường thẳng ở bên phải khung. Thời gian trễ (khoảng thời gian bù-đắp-kích-thích, ISI) giữa sự bù đắp lần đầu và khởi đầu của dòng thứ hai là khác nhau. Khi cả hai hình ảnh đã được chiếu, người thí nghiệm yêu cầu người xem hoặc khán giả mô tả những gì họ thấy. Nhận thức này thay đổi với thời gian trễ giữa khung chứa đường thẳng thứ nhất và thứ hai. 
Với rất ít thời gian đi qua giữa hai khung (khoảng từ 0 đến 30 ms trong nghiên cứu ban đầu, Steinman et al, 2000), người xem thuật lại về việc nhận thức hai đường thẳng cùng lúc. Ngay trước khi hai đường thẳng này không còn được nhận thức là cùng lúc nữa, hiện tượng phi xảy ra: Mặc dù cả hai đường thẳng đều được cảm nhận là tĩnh và cùng lúc, chuyển động được nhận thức giữa chúng. Chuyển động này được mô tả là có hướng (từ đường thẳng của khung trước đó sang đường thẳng của khung sau, có thể hiểu đơn giản là từ trái sang phải) nhưng không bị ràng buộc với một đối tượng. Thế nên nó cũng được mô tả là chuyển động 'tinh khiết', đó là chuyển động mà không bị ràng buộc với một đối tượng. 
Sự quan sát này dẫn đến việc Wertheimer cho rằng nhận thức của chuyển động là "căn bản như bất kỳ hiện tượng cảm giác khác" (Boring, 1942, trong: Steinman et al, 2000). Giải thích: Sự chạm có thể nhận thức được mà không cần nhìn thấy (nghe thấy,ngửi thấy...) vật bị chạm vào. Theo nghĩa đó, nó là 'căn bản' vì nó không dựa vào bất kỳ ý nghĩa nào khác để nhận thức. Tương tự như vậy, chuyển động phi được nhận thức mà không thấy một vật di chuyển, làm cho nó giống 'căn bản' theo Wertheimer (1912).
Nếu độ trễ giữa các khung liên tiếp được kéo dài hơn nữa, chuyển động beta sẽ được nhận thức. Đường thẳng ở vị trí A sẽ chuyển sang vị trí B. Trong các thí nghiệm ban đầu của Wertheimer (1912), độ trễ 60 ms được coi là tối ưu để có thể nhận thức chuyển động này. Nếu độ trễ kéo dài thêm, có thể nhận ra hai hình thức chuyển động từng phần: chuyển động kép và chuyển động đơn. Trong chuyển động kép, hai đường thẳng được nhận thức rằng chúng đều di chuyển, nhưng không liên tục (như từ A đến B). Trong chuyển động đơn, hai đường thẳng được nhận thức mà chỉ có một đường thẳng đang di chuyển. Cuối cùng, từ độ trễ khoảng 200 ms trong nghiên cứu ban đầu trở đi, hai dòng được nhìn thấy là xuất hiện liên tiếp lần — đầu tiên là A, sau đó là B. 